# Ђорђе Желчески
Ђорђе Желчески (Прилеп, 16. новембар 1938 — Београд, 24. фебруар 2020) био је југословенски и македонски певач народне музике, члан дуета Селимова-Желчески.

## Биографија
Рођен је 1938. године у Прилепу. Каријеру је започео као солиста на Радио Скопљу. Године 1959. упознао је певачицу Кевсер Селимову, позната и као Кети Селимова, са којом је почео да пева у дуету. Желчески је био у браку са Селимовом и дуги низ година су живели у Београду. Снимали су дуетске песме и заједно пронели славу македонске музике широм света. Дует Селимова-Желчески најпознатији је по извођењу народних песама: „Елено, ћерко“, „Бело лице љубам јас”, „Врати ми се”, „Љуби ме”, „Брала мома капини” и многе друге. Већину својих албума су издали за ПГП РТБ. Имају једно дете — ћерку Ану, рођену 1980. у Београду, од које имају унука Ерола, рођеног 2012. године.
Желчески је преминуо 24. фебруара 2020. године у Београду. Дана 16. марта 2020. године, његова урна је положена у врту сећања на Новом гробљу у Београду.

## Фестивали
- 1970. Београдски сабор - Пиеме, пееме (дует Кевсер Селимова - Ђорђе Желчески)
- 1972. Илиџа - Врати ми се (дует Кевсер Селимова - Ђорђе Желчески)
- 1982. Илиџа - Разделба (дует Кевсер Селимова - Ђорђе Желчески)
- 1983. Илиџа - Везилка (дует Кевсер Селимова - Ђорђе Желчески), награда за текст
- 1983. Хит парада - Љуби ме, љуби ме (дует Кевсер Селимова - Ђорђе Желчески)
- 1984. Хит парада - Чифте, чифте (дует Кевсер Селимова - Ђорђе Желчески)
- 1985. Валандово - Врати ми ја љубовта (дует Кевсер Селимова - Ђорђе Желчески), прва награда стручног жирија
- 1985. Хит парада - Молим те, врати ми се (дует Кевсер Селимова - Ђорђе Желчески)
- 1986. Валандово - Песна, игра и тамбури / Нема ми либе да дојди (дует Кевсер Селимова - Ђорђе Желчески)
- 1986. Хит парада - Ајде кажи, ил' откажи (дует Кевсер Селимова - Ђорђе Желчески)
- 1987. Валандово - Вино црвено (дует Кевсер Селимова - Ђорђе Желчески)
- 1989. Валандово - Марија (дует Кевсер Селимова - Ђорђе Желчески)

## Дискографија
- Selimova Želčevski, PGP RTB, EP 12 980